# Fekete sisakteknős
A fekete sisakteknős (Pelusios niger) a hüllők (Reptilia) osztályába és a teknősök (Testudines) rendjébe és a sisakteknősfélék (Pelomedusidae) családjába tartozó faj.

## Előfordulása
Libéria, Gabon és Sierra Leone területén honos.

## Megjelenése
Páncélja 26-27 centiméter.